# Acanthomuricea
Acanthomuricea is een geslacht van neteldieren uit de klasse van de Anthozoa (bloemdieren).

## Soorten
- Acanthomuricea biserialis Hentschel, 1903
- Acanthomuricea dina Grasshoff, 2000
- Acanthomuricea mberea Grasshoff, 1999
- Acanthomuricea pulchra (J.S. Thomson, 1911)
- Acanthomuricea purpurea (Whitelegge, 1897)
- Acanthomuricea silpa Grasshoff, 2000
- Acanthomuricea uimea Grasshoff, 1999